# Уткха-Павкар
Уткха-Павкар або Уткха-Паукар — п'єса інкського театру у жанрі аранвай (арануай). Час створення невідомий, за думку низки вчених — XVI ст. Отримала назву на честь головного героя Уткха-Павкара, військовика (уамінкі) при Сапа Інці Тупак Юпанкі. Складається з 4 дій. Перші відомості про цю драму відносяться до 1948 року, коли вона була опублікована X.Ларою. Цей твір свідчить про високий рівень інкської драматургії і дає багатий матеріал для вивчення життя інкського суспільства, зокрема його культури.

## Сюжет
В одну з айлью чверті імперії Кольасую, де правив курака Румі-Макі прибуває тукурімак (ревізор та суддя) Пума-Кавак. Незабаром після зустрічі тукурімак отримує від часкі наказ імператора Тупак Юпанкі прибути до Куско. На честь від'їзду Пума-Кавака курака влаштовує качарпарі (святковий звичай прощання). В ньому беруть участь Іма-Сумак, донька Румі-Макі, Уткха-Павкар, уамінкі, його брата Уткха-Майта.
На святі Іма-Сумак повідомляє батькові, що в неї закохалися брати Уткха-Павкар та Уткха-Майта, але вона не може нікого обрати. Проте Румі-Макі не звертає на це увагу.
В новій дії Уільяк-Ума (верховний жрець бога-Сонця) повідомляє імператору Тупак юпанкі, що брати Уткха-Павкар та Уткха-Майта розпочалися між собою ворожнечу, що охопила частину Кольасую. Сапа Інка відправляє Пума-Кавака залагодити розбрад.
В домі кураки Румі-Макі з розмови слуги останнього Кіспе-Сонко та слуги Пума-Каваки — Віса-Сапи глядач дізнається, що брати тривалий час вмовляли віддати Іма-Сумак за одного з них. Не знаючи кого обрати, курака вирішив влаштувати змагання між претендентами — прорити канал. На виконання цього завдання Уткха-Павкар відправив 5 тис. своїх вояків, а на допомогу Уткха-Майти прийшло 100 його друзів. останні зуміли раніше прорити канал. У гніві Уткха-Павкар оружно виступив проти брата, який сховався у горах.
Задля вирішення конфлікту Пума-Кавак запрошує на допомогу жерця Ячай-Ума та амауту (мудреця) Корі-Ума, які запрошують на зустріч біля храму Сонця Уткха-Павкар. Тут нагадуючи інкські легенди та моральні основи держави пробуджують в останньому сумління. В результаті Уткха-Павкар оголошує про мир з братом й згоду на його шлюб з Іма-Сумак. Уткха-Павкару оголошується прощення, а Румі-Макі повідомляє про шлюб його доньки з Уткха-Майтою.